# Bagulali
Bagulali (Багулалы, кванадины), Bagulalci, bagvalali ili Kvanadini, maleni narod avarsko-andodidojske grupe naseljen u zapadnom Dagestanu u cumadinskom i ahvahskom rajonu. Po kulturi i jeziku bliski su Avarcima, a po vjeri su muslimani (suniti). Islam su primili u 14. stoljeću, ali su sačuvali i neka stara tradicionalna vjerovanja. Bagulali se bave ratarstvom i stočarstvom (ovce i goveda), te apikulturom i vitikulturom. Vlastitog pisma nemaju a literatura im je na avarskom jeziku pisana ruskim pismom. Ima ih oko 5,000. 

## Ime
naziv Bagulali, Bagvalalci ili Bagulalci označava 'siromašne ljude koji jedu sirovo meso' ("бедные люди, едящие сырое мясо". 

## Jezik
Jezik Bagulalaca ima nekoliko dijalekata: huštadinski (хуштадинский), tlondondinski (тлондодинский), tlibišijski (тлибишииский). U upotrebi su i ruski i avarski jezik.

## Život i običaji
Tradicionalna zanimanja Bagulalaca su agrikultura, apikultura, povrtlarstvo, vitikultura i uzgoj ovaca. Umješni su i u izradi domaće odjeće, predmeta od drveta, metala, kože i kamena, a bave se i lončarstvom. Odjeća je nalik kao kod ostalih Kavkazaca, sastoji se od kaputa od ovčje kože s lažnim rukavima beshmeta (бешмст), hlača, košulje-tunike i šešira, isto od ovčje kože. Svu tu odjeću bogato ukrašavaju srebrnim i bakrenim dekoracijama. Muškarci od 40 godina i mlađi svoje glave briju, dok barde i brkove ostavljaju.
Tradicionalna hrana su beskvasni kruh, meso (pečeno, kuhano ili sušeno), mlijeko, ovčji sir, maslac. Organizirani su u zajednice-džamaaty (джа-мааты), obitelji su malene (dvije generacije; rjeđe tri). očuvali su i neka pred-islamska vjerovanja, zmaj-aždaja (дракон-аждаха) i drugo.

## Vabjske poveznice
- Багулалы - Россия, Russia